# あの夏へと
「あの夏へと」（あのなつへと）はMAXの13枚目のシングルである。1999年5月26日発売。

## 概要
- TUBEの前田亘輝、春畑道哉らを中心とする音楽プロジェクトPIPELINE PROJECTが楽曲を提供している。
- タイトル曲の「あの夏へと」はラテンナンバー。
- タイトル曲、カップリング曲共にオリジナルアルバムには収録されていない。
- 「夏よ咲いて」は1999年と2009年の全国ツアーの最終日のセットリストに追加された。

## 収録曲
1. あの夏へと
作詞・作曲・編曲：PIPELINE PROJECT
2. 夏よ咲いて
作詞・作曲・編曲：PIPELINE PROJECT
3. あの夏へと (Original Karaoke)
4. 夏よ咲いて (Original Karaoke)

## タイアップ
- あの夏へと
  - 日本テレビ系「GIRLS²」エンディングテーマ
  - MBS・TBS系「チャンスの殿堂！」エンディングテーマ
  - ニベア花王「8×4」CMソング
- 夏よ咲いて
  - 日本テレビ系「GIRLS²」エンディングテーマ

## 収録アルバム
あの夏へと
- MAXIMUM COLLECTION (Disc-1 #14)
- PRECIOUS COLLECTION 1995-2002 (Disc-2 #1)
- MAXIMUM PERFECT BEST (Disc-2 #10)
- SUPER EUROBEAT presents HYPER EURO MAX (#1 TIME GO GO REMIX)
- MAXIMUM TRANCE (#6, 3key Remix)